# Mistrzostwa Europy w Lekkoatletyce 1974 – bieg na 5000 m mężczyzn

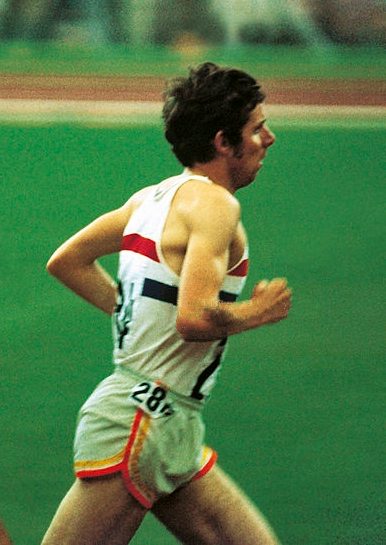
Brendan Foster

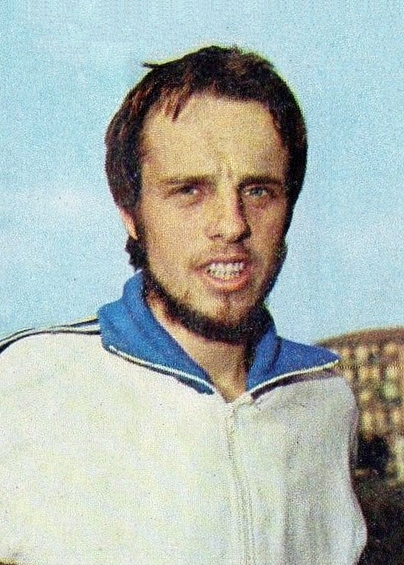
Lasse Virén

Bieg na dystansie 5000 metrów mężczyzn był jedną z konkurencji rozgrywanych podczas XI Mistrzostw Europy w Rzymie. Biegi eliminacyjne zostały rozegrane 6 września, a bieg finałowy 8 września 1974 roku. Zwycięzcą tej konkurencji został reprezentant Wielkiej Brytanii Brendan Foster. W rywalizacji wzięło udział dwudziestu sześciu zawodników z osiemnastu reprezentacji.

## Rekordy
| Rekord świata     | Emiel Puttemans (BEL) | 13:13,0  | Bruksela, Belgia    | 20.09.1972 |
| Rekord Europy     | Emiel Puttemans (BEL) | 13:13,0  | Bruksela, Belgia    | 20.09.1972 |
| Rekord mistrzostw | Juha Väätäinen (FIN)  | 13:32,48 | Helsinki, Finlandia | 14.08.1971 |

## Wyniki

### Eliminacje
Rozegrano trzy biegi eliminacyjne. Do finału awansowało po czterech najlepszych zawodników każdego biegu eliminacyjnego (Q), a także trzech spośród pozostałych z najlepszymi czasami (q).
Bieg 1
| Miejsce | Zawodnik          | Czas    | Uwagi |
| ------- | ----------------- | ------- | ----- |
| 1       | Willy Polleunis   | 13:38,6 | Q     |
| 2       | Knut Børø         | 13:38,6 | Q     |
| 3       | Pavel Pěnkava     | 13:38,8 | Q     |
| 4       | Manfred Kuschmann | 13:39,2 | Q     |
| 5       | Dave Black        | 13:41,8 |       |
| 6       | Fernando Cerrada  | 13:56,8 |       |
| 7       | Werner Meier      | 14:05,4 |       |
| 8       | Mihaíl Koúsis     | 14:07,8 |       |
| –       | Aniceto Simões    | DNF     |       |

Bieg 2
| Miejsce | Zawodnik          | Czas    | Uwagi |
| ------- | ----------------- | ------- | ----- |
| 1       | Pekka Päivärinta  | 13:56,6 | Q     |
| 2       | Arne Kvalheim     | 13:56,8 | Q     |
| 3       | Stanislav Hoffman | 13:59,4 | Q     |
| 4       | Władimir Zatonski | 14:01,4 | Q     |
| 5       | Henryk Nogala     | 14:07,0 |       |
| 6       | Chris Stewart     | 14:17,2 |       |
| 7       | Eamonn Coghlan    | 14:29,6 |       |
| –       | Léon Schots       | DNF     |       |

Bieg 3
| Miejsce | Zawodnik                | Czas    | Uwagi |
| ------- | ----------------------- | ------- | ----- |
| 1       | Brendan Foster          | 13:37,0 | Q     |
| 2       | Jos Hermens             | 13:37,4 | Q     |
| 3       | Knut Kvalheim           | 13:37,8 | Q     |
| 4       | Lasse Virén             | 13:38,2 | Q     |
| 5       | Ilie Floroiu            | 13:39,0 | q     |
| 6       | Peter Svet              | 13:40,8 | q     |
| 7       | Klaus-Peter Hildenbrand | 13:41,4 | q     |
| 8       | Christian Cairoche      | 13:59,6 |       |
| –       | Eddy Van Mullem         | DNF     |       |

### Finał
| Miejsce | Zawodnik                | Czas     | Uwagi |
| ------- | ----------------------- | -------- | ----- |
| 1       | Brendan Foster          | 13:17,21 | CR    |
| 2       | Manfred Kuschmann       | 13:23,93 | NR    |
| 3       | Lasse Virén             | 13:24,57 |       |
| 4       | Jos Hermens             | 13:25,51 | NR    |
| 5       | Ilie Floroiu            | 13:27,11 | NR    |
| 6       | Arne Kvalheim           | 13:27,23 |       |
| 7       | Stanislav Hoffman       | 13:29,03 |       |
| 8       | Klaus-Peter Hildenbrand | 13:31,93 |       |
| 9       | Władimir Zatonski       | 13:39,6  |       |
| 10      | Peter Svet              | 13:41,6  |       |
| 11      | Knut Børø               | 13:45,8  |       |
| 12      | Pavel Pěnkava           | 14:00,6  |       |
| 13      | Pekka Päivärinta        | 14:14,2  |       |
| 14      | Knut Kvalheim           | 14:19,0  |       |
| 15      | Willy Polleunis         | 14:23,2  |       |